# Thiruporur
Thiruporur (o Tiruporur) è una suddivisione dell'India, classificata come town panchayat, di 8.302 abitanti, situata nel distretto di Kanchipuram, nello stato federato del Tamil Nadu. In base al numero di abitanti la città rientra nella classe V (da 5.000 a 9.999 persone).

## Geografia fisica
La città è situata a 12° 44' 26 N e 80° 12' 15 E.

## Società

### Evoluzione demografica
Al censimento del 2001 la popolazione di Thiruporur assommava a 8.302 persone, delle quali 4.181 maschi e 4.121 femmine. I bambini di età inferiore o uguale ai sei anni assommavano a 1.049, dei quali 546 maschi e 503 femmine. Infine, coloro che erano in grado di saper almeno leggere e scrivere erano 5.803, dei quali 3.215 maschi e 2.588 femmine.